# Rubande
Rubande är ett vattendrag i Burundi.   Det ligger i provinsen Rutana, i den centrala delen av landet, 100 kilometer sydost om huvudstaden Bujumbura.
I omgivningarna runt Rubande växer huvudsakligen savannskog. Runt Rubande är det ganska tätbefolkat, med 207 invånare per kvadratkilometer.